# Pylaisia subdenticulata
Pylaisia subdenticulata là một loài Rêu trong họ Hypnaceae. Loài này được Schimp. miêu tả khoa học đầu tiên năm 1851.